# Портрет Пантелеймона Егоровича Бенардоса
«Портрет Пантелеймона Егоровича Бенардоса» — картина Джорджа Доу и его мастерской из Военной галереи Зимнего дворца.
Картина представляет собой погрудный портрет генерал-лейтенанта Пантелеймона Егоровича Бенардоса из состава Военной галереи Зимнего дворца.
Во время Отечественной войны 1812 года генерал-майор Бенардос был шефом Владимирского пехотного полка и командиром 1-й бригады 18-й пехотной дивизии 3-й Западной армии, отличился в сражении на Березине и в дальнейшем преследовании французов. В начале Заграничного похода находился при осаде Торна, далее командовал 18-й пехотной дивизией и в сражении при Ла-Ротьере был ранен.
Изображён в генеральском мундире, введённом для пехотных генералов 7 мая 1817 года, однако он такой мундир носить не мог, поскольку был уволен в отставку в середине марта 1816 года и должен быть изображён в мундире образца 1808 года с двумя рядами пуговиц. На груди слева звезда ордена Св. Анны 1-й степени; на шее крест ордена Св. Георгия 3-й степени, ниже под бортом мундира виден крест ордена Св. Владимира 2-й степени; справа золотой крест за взятие Очакова, серебряная медаль участника Отечественной войны 1812 года и звезда ордена Св. Владимира 2-й степени. С тыльной стороны картины надпись: Benardos. Подпись на раме: П. Е. Бенардосъ, Генералъ Маiор.
7 августа 1820 года Комитетом Главного Штаба по аттестации Бенардос был включён в список «генералов, заслуживающих быть написанными в галерею» и 17 октября 1822 года император Александр I повелел написать его портрет. Гонорар Доу был выплачен 13 марта и 31 июля 1823 года. Готовый портрет был принят в Эрмитаж 7 сентября 1825 года.